# Teatro Abierto

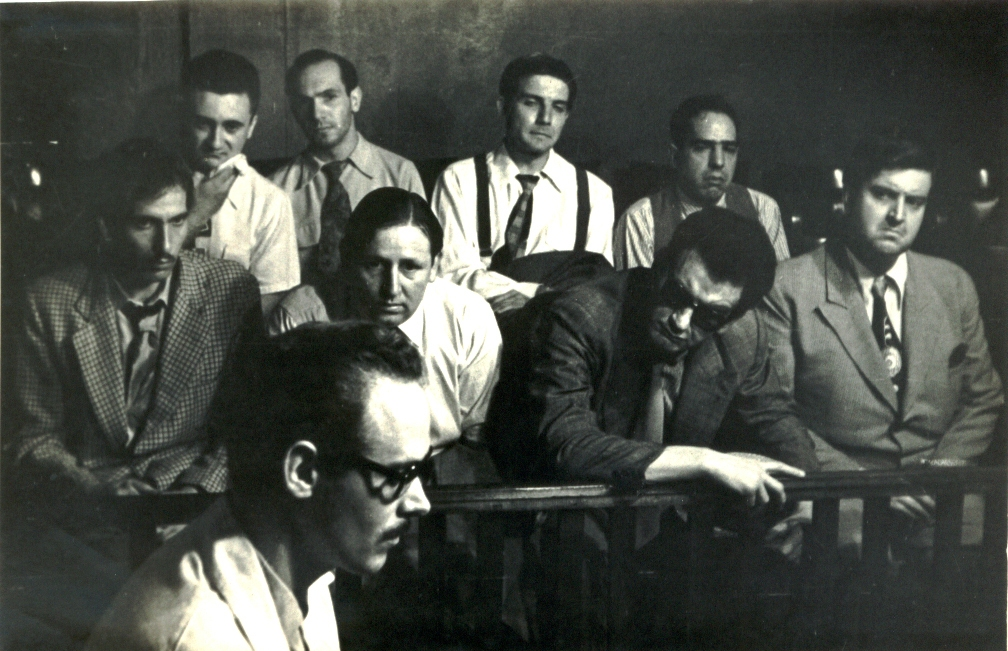
Retrato de una función de Teatro Abierto, a principios de los años '80.

Teatro Abierto fue un movimiento cultural argentino iniciado en 1981, el cual funcionó simultáneamente como expresión artística y de protesta contra la última dictadura cívico-militar argentina (1976-1983), mientras todavía estaba vigente un régimen de terrorismo de Estado en el país.

## Historia
El 28 de julio de 1981 se inició el Movimiento del Teatro Abierto, una reacción cultural contra la dictadura militar Argentina que tuvo una amplia influencia en la sociedad. Su irrupción y condiciones de posibilidad estuvieron signadas por un momento de aparente "liberalización" del régimen autoritario durante la presidencia de Roberto Viola. Los vaivenes del proceso de transición a la democracia que se acentuó a partir de la derrota en la Guerra de las Islas Malvinas pueden verse también en los diversos modos de organización y estéticas que el movimiento desplego en sus primeros tres ciclos (1981-1983).
Teatro Abierto fue organizado por un grupo de gente del teatro integrado por Osvaldo Dragún, Gonzalo Nuñez, Jorge Rivera López, Luis Brandoni, Oscar Viale y Pepe Soriano, apoyados por Adolfo Pérez Esquivel, recién elegido Premio Nobel de la Paz y Ernesto Sabato. El movimiento se inició en el Teatro del Picadero ubicado en la cortada Rauch (hoy Pasaje Santos Discépolo) de la ciudad de Buenos Aires, y fue mandado a quemar por el gobierno militar. Teatro Abierto se movió entonces al Teatro Tabarís.
El ciclo se repitió en 1982, en 1983 (con el lema de "ganar la calle"), y en 1985 (el "teatrazo", con el lema En defensa de la Democracia, por la liberación Nacional y la Unidad latinoamericana). Entre las obras de aquellos ciclos (Antes de entrar dejen salir, de Oscar Viale, no pudo presentarse por complicaciones de orden técnico) pueden mencionarse Lejana tierra prometida (1981) de Ricardo Halac, Decir sí (1981) de Griselda Gambaro, Gris de Ausencia (1981) de Roberto Cossa, Tercero Incluido (1981) de Eduardo Pavlovsky, Oficial Primero (1982) de Carlos Somigliana. Príncipe Azul (1981) y Creatura de Eugenio Griffero.
Teatro Abierto influyó en el resto de las actividades artísticas similares en otros campos como Danza Abierta, Música Siempre, Libro Abierto, Poesía Abierta, Tango Abierto o Folclore Abierto, tanto en la capital como en algunas provincias.
En 1990 se estrenó el documental País cerrado, teatro abierto, referido a la historia de este movimiento.
En 1991 recibió la Mención Especial de los Premios Konex, otorgados por la Fundación Konex, por su fundamental aporte a la cultura de la Argentina.